# Karl Kirchmann
Karl Kirchmann (* 15. August 1885 in Hannover; † 3. Februar 1967 in Stralsund) war ein deutscher Politiker und Abgeordneter der SPD in der Weimarer Republik.

## Leben
Karl Kirchmann besuchte von 1891 bis 1899 die Volksschule in Hannover und erlernte anschließend bis 1903 wie sein Vater den Beruf des Tischlers und Schreiners, in dem er bis 1919 arbeitete. Von 1913 bis 1918 war er nebenamtlich im Gauvorstand des Hannoverschen Holzarbeiterverbandes tätig.
1917 kam Kirchmann kriegsdienstverpflichtet nach Stralsund. Er war zu dieser Zeit Mitglied der USPD, ab August 1918 auch Vorsitzender der Partei im Regierungsbezirk Stralsund. Während der Novemberrevolution war er zweiter Vorsitzender des Arbeiter- und Soldatenrats auf Rügen.
Von Juli 1919 bis 1933 war er als Arbeitersekretär beim ADGB angestellt. Nach dem Rücktritt des Abgeordneten Ohlhoff rückte er 1921 in den Provinziallandtag der Provinz Pommern ein, dem er bis 1925 angehörte. 1922 trat er wieder in die SPD ein und übernahm den Vorsitz des SPD-Unterbezirks Stralsund. Von 1923 bis 1924 war er Mitglied des Reichstages, wo er für den verstorbenen Abgeordneten Ewald Vogtherr nachgerückt war. Ab 1924 war er im Vorstand des SPD-Bezirks Pommern und Mitglied der Stralsunder Bürgerschaft. Von 1925 bis 1933 gehörte er dem Preußischen Landtag an. Ab 1928 war Kirchmann Vorsitzender der Ortskrankenkasse Stralsund und des vorpommerschen Bezirksverbandes des Provinzialverbandes der Krankenkassen.
Ende der 1920er und Anfang der 1930er Jahre war der Kampf gegen den Nationalsozialismus sein Hauptanliegen. Er stellte sich auf Versammlungen erfolgreich Diskussionen mit den NSDAP-Gauleitern Walther von Corswant und Wilhelm Karpenstein, die ihn dazu aufgefordert hatten. Daneben konnte er den KPD-Ortsvorsitzenden und Unterbezirksleiter Willy Harder sowie den SAP-Ortsvorsitzenden Prinz zum Übertritt in die SPD bewegen.
Nach der Machtübernahme gehörte Karl Kirchmann zu den ersten Sozialdemokraten, die von den Nationalsozialisten verhaftet wurden. Von Mai bis September 1933 war er in Stralsund, Gollnow und im KZ Sonnenburg inhaftiert. Nach seiner Freilassung zog er nach Stettin, wo er als Lebensmittelhändler, später als Versicherungsvertreter seinen Lebensunterhalt bestritt. Er beteiligte sich an regelmäßigen Treffen mit ehemaligen Funktionären seiner Partei und der Gewerkschaften und hielt Kontakt zu dem nach Dänemark emigrierten Willy Harder. 1938 und 1940 wurde Kirchmann in Stettin zeitweise inhaftiert. Nach dem Attentat vom 20. Juli 1944 wurde er verhaftet und bis September in Pölitz interniert.
Nach der Übergabe des von der Roten Armee eingenommenen Stettins an Polen musste er die Stadt verlassen und ging wieder nach Stralsund. Dort wurde er 1946 Mitglied der SED.
Karl Kirchmann war vier Mal verheiratet. Seine dritte Ehe schloss er 1932 mit der SPD-Politikerin Else Höfs (1876–1945).